# Cratotragus
Cratotragus is een kevergeslacht uit de familie van de boktorren (Cerambycidae). De wetenschappelijke naam van het geslacht werd voor het eerst geldig gepubliceerd in 1869 door Lacordaire.

## Soorten
Cratotragus is monotypisch en omvat slechts de volgende soort:
- Cratotragus indiator (White, 1858)